# Asociación de Fiscalizadores de Impuestos Internos de Chile
La Asociación de Fiscalizadores de Impuestos Internos de Chile (AFIICH) reúne a los fiscalizadores del Servicio de Impuestos Internos. Fue creada el 8 de junio de 1967 con el nombre de Asociación de Inspectores del Servicio de Impuestos Internos, ADIICH, que en 1982 pasó a denominarse Asociación de Fiscalizadores y ex Inspectores de Impuestos Internos de Chile, y finalmente el 3 de junio de 1991 adopta el nombre actual.
Sus miembros son aproximadamente 1.580 profesionales como Contadores Auditores, Ingenieros Comerciales, Administradores Públicos, Constructores Civiles, Ingenieros Constructores, Ingenieros Agrónomos y Arquitectos, que cumplen funciones fiscalizadoras en materias tanto tributarias como del área de evaluaciones y que representan el 97% del total de la dotación de fiscalizadores del Servicio de Impuestos Internos.
Su principal objetivo es defender los derechos fundamentales de sus asociados, representar sus intereses ante la autoridad y proponer permanentemente mejorar su calidad de vida en el ámbito laboral, profesional y familiar.
Su directiva está compuesta por fiscalizadores electos cada dos años por sus asociados y se distribuyen en Directivas Regionales y Directiva Nacional, la composición de esta última para el periodo 2022-2024 es la siguiente:
Presidente Nacional: Sra. Paola Maria Tresoldi Manríquez
Secretaria General: Sr. Max Zapata Olivares
Tesorero Nacional: Sr. Eric Tobar Lizana
Vicepresidenta: Sra. Angélica Salazar Ramírez
Directora: Sra. Oriana Urrutia Grez
Director: Sr. Luis Pereira Tapia 
La asociación tiene como órgano oficial una publicación mensual en línea conocida como "Manual  Tributario Afiich", editado actualmente por el Comité Técnico Tributario compuesto por miembros de la misma asociación. Hasta 2008 su órgano oficial fue el "Manual de Consultas Tributarias" nombre con el que se conoció durante muchos años y que actualmente edita Legal Publishing de forma absolutamente independiente y sin el respaldo de la Asociación.